# Sinodillo troglophilus
Sinodillo troglophilus is een pissebed uit de familie Armadillidae. De wetenschappelijke naam van de soort is voor het eerst geldig gepubliceerd in 1993 door Kwon & Taiti.